# Erechthias dissepta
Erechthias dissepta är en fjärilsart som beskrevs av Edward Meyrick 1931. Erechthias dissepta ingår i släktet Erechthias och familjen äkta malar.
Artens utbredningsområde är Fiji. Inga underarter finns listade i Catalogue of Life.